# 金溪资溪战役
金溪资溪战役，是第一次国共内战中，中央苏区第三次反围剿战争与第四次反围剿战争间的其中一次战役。
1932年11月16日，红军分别由黎川、武等地区北进，17日占领资溪，19日占领金溪。1933年初，国军调集进攻，仍败。红军共歼灭国军一个旅又一个团，击溃3个多师，俘4000余人，缴枪4000余支（挺），攻占县城2座。